# スーパーロボット大戦OGクロニクル
『スーパーロボット大戦OGクロニクル』（スーパーロボットたいせんオージークロニクル）は、バンダイナムコゲームスから発売されているコンピュータゲーム『スーパーロボット大戦ORIGINAL GENERATION』シリーズ（以下、OGシリーズ）を題材としたスピンオフ漫画作品。

## 概要
アスキー・メディアワークスが2005年から発行している、OGシリーズを題材にしたムック『電撃スパロボ!』に掲載された、八房龍之助ら複数の漫画家による読み切り漫画作品。『スーパーロボット大戦OGクロニクル』のタイトルで単行本化されている。
プレイステーション2で2007年に発売された『スーパーロボット大戦OG ORIGINAL GENERATIONS』や『スーパーロボット大戦OG外伝』には、本作が出典のシナリオやキャラクターが複数収録されている。

## 既刊一覧
1. ISBN 9784840236751
2. ISBN 9784840241793
3. ISBN 9784048675604